# Nuværende medlemmer af Repræsentanternes Hus (USA)
Dette er en liste over de nuværende medlemmer af Repræsentanternes Hus i USA. Det udgør underhuset i Kongressen, hvor Senatet er overhuset. For en liste over de nuværende medlemmer af Senatet, se nuværende medlemmer af Senatet (USA).
Der er 435 sæder i Huset, men på et givent tidspunkt kan visse sæder være tomme, fordi det hidtidige medlem er trådt tilbage eller død, og der ikke er afholdt suppleringsvalg. De 50 stater sender et variabelt antal medlemmer baseret på befolkningsstørrelse. Hvert medlem sidder for en valgkreds, hvor de fleste stater er inddelt i flere kredse mens de mindste stater hver kun har én at-large-kreds.
Det nuværende Repræsentanternes Hus er del af den 119. Kongres, valgt 5. november 2024, der sidder i perioden 3. januar 2025 til 3. januar 2027. På nuværende tidspunkt er der 219 Republikanere og 212 Demokrater i Huset, mens 4 sæder står tomme. Den seneste ændring i Husets medlemsliste var 20. juli 2025, hvor Mark Green (R, Tennessees 7. kreds) trak sig efter vedtagelsen af the One Big Beautiful Bill Act (en).

## Ledelse
Angivet i denne sektion er de vigtigste poster i ledelsen hos hvert parti (nummer et til tre i flertallets parti, og nummer et og to i mindretallets parti), og desuden også alderspræsidenten (engelsk: the Dean of the House).
| Post                | Person          | Parti | Valgkreds               | Siden                                                               |
| ------------------- | --------------- | ----- | ----------------------- | ------------------------------------------------------------------- |
| Formand (Speaker)   | Mike Johnson    | Rep.  | Louisianas 4. kreds     | 25. oktober 2023                                                    |
| Flertalsleder       | Steve Scalise   | Rep.  | Louisianas 1. kreds     | 3. januar 2023 Nummer to i partiledelsen siden 3. januar 2019       |
| Flertalsindpisker   | Tom Emmer       | Rep.  | Minnesotas 6. kreds     | 3. januar 2023                                                      |
| Mindretalsleder     | Hakeem Jeffries | Dem.  | New Yorks 8. kreds      | 3. januar 2019                                                      |
| Mindretalsindpisker | Katherine Clark | Dem.  | Massachusetts' 5. kreds | 3. januar 2023                                                      |
| Alderspræsident     | Hal Rogers      | Rep.  | Kentuckys 5. kreds      | 18. marts 2022 Medlem af Repræsentanternes Hus siden 3. januar 1981 |

## Medlemmer (stater A-F)

### Alabama
- Kreds 1: Barry Moore (R)
- Kreds 2: Shomari Figures (D)
- Kreds 3: Mike Rogers (R)
- Kreds 4: Robert Aderholt (R)
- Kreds 5: Dale Strong (R)
- Kreds 6: Gary Palmer (R)
- Kreds 7: Terri Sewell (D)

### Alaska
- At-large-kredsen: Nick Begich III (R)

### Arizona
- Kreds 1: David Schweikert (R)
- Kreds 2: Eli Crane (R)
- Kreds 3: Yassamin Ansari (D)
- Kreds 4: Greg Stanton (D)
- Kreds 5: Andy Biggs (R)
- Kreds 6: Juan Ciscomani (R)
- Kreds 7: Tom plads, sidst holdt af Raúl Grijalva (D)[nb 1]
- Kreds 8: Abraham Hamadeh (R)
- Kreds 9: Paul Gosar (R)

### Arkansas
- Kreds 1: Rick Crawford (R)
- Kreds 2: French Hill (R)
- Kreds 3: Steve Womack (R)
- Kreds 4: Bruce Westerman (R)

### Californien
- Kreds 1: Doug LaMalfa (R)
- Kreds 2: Jared Huffman (D)
- Kreds 3: Kevin Kiley (R)
- Kreds 4: Mike Thompson (D)
- Kreds 5: Tom McClintock (R)
- Kreds 6: Ami Bera (D)
- Kreds 7: Doris Matsui (D)
- Kreds 8: John Garamendi (D)
- Kreds 9: Josh Harder (D)
- Kreds 10: Mark DeSaulnier (D)
- Kreds 11: Nancy Pelosi (D)
- Kreds 12: Lateefah Simon (D)
- Kreds 13: Adam Gray (D)
- Kreds 14: Eric Swalwell (D)
- Kreds 15: Kevin Mullin (D)
- Kreds 16: Sam Liccardo (D)
- Kreds 17: Ro Khanna (D)
- Kreds 18: Zoe Lofgren (D)
- Kreds 19: Jimmy Panetta (D)
- Kreds 20: Vince Fong (R)
- Kreds 21: Jim Costa (D)
- Kreds 22: David Valadao (R)
- Kreds 23: Jay Obernolte (R)
- Kreds 24: Salud Carbajal (D)
- Kreds 25: Raul Ruiz (D)
- Kreds 26: Julia Brownley (D)
- Kreds 27: George T. Whitesides (D)
- Kreds 28: Judy Chu (D)
- Kreds 29: Luz Rivas (D)
- Kreds 30: Laura Friedman (D)
- Kreds 31: Gil Cisneros (D)
- Kreds 32: Brad Sherman (D)
- Kreds 33: Pete Aguilar (D)
- Kreds 34: Jimmy Gomez (D)
- Kreds 35: Norma Torres (D)
- Kreds 36: Ted Lieu (D)
- Kreds 37: Sydney Kamlager-Dove (D)
- Kreds 38: Linda Sánchez (D)
- Kreds 39: Mark Takano (D)
- Kreds 40: Young Kim (R)
- Kreds 41: Ken Calvert (R)
- Kreds 42: Robert Garcia (D)
- Kreds 43: Maxine Waters (D)
- Kreds 44: Nanette Barragán (D)
- Kreds 45: Derek Tran (D)
- Kreds 46: Lou Correa (D)
- Kreds 47: Dave Min (D)
- Kreds 48: Darrell Issa (R)
- Kreds 49: Mike Levin (D)
- Kreds 50: Scott Peters (D)
- Kreds 51: Sara Jacobs (D)
- Kreds 52: Juan Vargas (D)

### Colorado
- Kreds 1: Diana DeGette (D)
- Kreds 2: Joe Neguse (D)
- Kreds 3: Jeff Hurd (R)
- Kreds 4: Lauren Boebert (R)
- Kreds 5: Jeff Crank (R)
- Kreds 6: Jason Crow (D)
- Kreds 7: Brittany Pettersen (D)
- Kreds 8: Gabe Evans (R)

### Connecticut
- Kreds 1: John B. Larson (D)
- Kreds 2: Joe Courtney (D)
- Kreds 3: Rosa DeLauro (D)
- Kreds 4: Jim Himes (D)
- Kreds 5: Jahana Hayes (D)

### Delaware
- At-large-kredsen: Sarah McBride (D)

### Florida
- Kreds 1: Jimmy Patronis (R)[nb 2]
- Kreds 2: Neal Dunn (R)
- Kreds 3: Kat Cammack (R)
- Kreds 4: Aaron Bean (R)
- Kreds 5: John Rutherford (R)
- Kreds 6: Randy Fine (R)[nb 3]
- Kreds 7: Cory Mills (R)
- Kreds 8: Mike Haridopolos (R)
- Kreds 9: Darren Soto (D)
- Kreds 10: Maxwell Frost (D)
- Kreds 11: Daniel Webster (R)
- Kreds 12: Gus Bilirakis (R)
- Kreds 13: Anna Paulina Luna (R)
- Kreds 14: Kathy Castor (D)
- Kreds 15: Laurel Lee (R)
- Kreds 16: Vern Buchanan (R)
- Kreds 17: Greg Steube (R)
- Kreds 18: Scott Franklin (R)
- Kreds 19: Byron Donalds (R)
- Kreds 20: Sheila Cherfilus-McCormick (D)
- Kreds 21: Brian Mast (R)
- Kreds 22: Lois Frankel (D)
- Kreds 23: Jared Moskowitz (D)
- Kreds 24: Frederica Wilson (D)
- Kreds 25: Debbie Wasserman Schultz (D)
- Kreds 26: Mario Díaz-Balart (R)
- Kreds 27: Maria Elvira Salazar (R)
- Kreds 28: Carlos A. Gimenez (R)

## Medlemmer (stater G-L)

### Georgia
- Kreds 1: Buddy Carter (R)
- Kreds 2: Sanford Bishop (D)
- Kreds 3: Brian Jack (R)
- Kreds 4: Hank Johnson (D)
- Kreds 5: Nikema Williams (D)
- Kreds 6: Lucy McBath (D)
- Kreds 7: Rich McCormick (R)
- Kreds 8: Austin Scott (R)
- Kreds 9: Andrew Clyde (R)
- Kreds 10: Mike Collins (R)
- Kreds 11: Barry Loudermilk (R)
- Kreds 12: Rick W. Allen (R)
- Kreds 13: David Scott (D)
- Kreds 14: Marjorie Taylor Greene (R)

### Hawaii
- Kreds 1: Ed Case (D)
- Kreds 2: Jill Tokuda (D)

### Idaho
- Kreds 1: Russ Fulcher (R)
- Kreds 2: Mike Simpson (R)

### Illinois
- Kreds 1: Jonathan Jackson (D)
- Kreds 2: Robin Kelly (D)
- Kreds 3: Delia Ramirez (D)
- Kreds 4: Chuy García (D)
- Kreds 5: Mike Quigley (D)
- Kreds 6: Sean Casten (D)
- Kreds 7: Danny K. Davis (D)
- Kreds 8: Raja Krishnamoorthi (D)
- Kreds 9: Jan Schakowsky (D)
- Kreds 10: Brad Schneider (D)
- Kreds 11: Bill Foster (D)
- Kreds 12: Mike Bost (R)
- Kreds 13: Nikki Budzinski (D)
- Kreds 14: Lauren Underwood (D)
- Kreds 15: Mary Miller (R)
- Kreds 16: Darin LaHood (R)
- Kreds 17: Eric Sorensen (D)

### Indiana
- Kreds 1: Frank J. Mrvan (D)
- Kreds 2: Rudy Yakym (R)
- Kreds 3: Marlin Stutzman (R)
- Kreds 4: Jim Baird (R)
- Kreds 5: Victoria Spartz (R)
- Kreds 6: Jefferson Shreve (R)
- Kreds 7: André Carson (D)
- Kreds 8: Mark Messmer (R)
- Kreds 9: Erin Houchin (R)

### Iowa
- Kreds 1: Mariannette Miller-Meeks (R)
- Kreds 2: Ashley Hinson (R)
- Kreds 3: Zach Nunn (R)
- Kreds 4: Randy Feenstra (R)

### Kansas
- Kreds 1: Tracey Mann (R)
- Kreds 2: Derek Schmidt (R)
- Kreds 3: Sharice Davids (D)
- Kreds 4: Ron Estes (R)

### Kentucky
- Kreds 1: James Comer (R)
- Kreds 2: Brett Guthrie (R)
- Kreds 3: Morgan McGarvey (D)
- Kreds 4: Thomas Massie (R)
- Kreds 5: Hal Rogers (R)
- Kreds 6: Andy Barr (R)

### Louisiana
- Kreds 1: Steve Scalise (R)
- Kreds 2: Troy Carter (D)
- Kreds 3: Clay Higgins (R)
- Kreds 4: Mike Johnson (R)
- Kreds 5: Julia Letlow (R)
- Kreds 6: Cleo Fields (D)

## Medlemmer (stater M)

### Maine
- Kreds 1: Chellie Pingree (D)
- Kreds 2: Jared Golden (D)

### Maryland
- Kreds 1: Andy Harris (R)
- Kreds 2: Johnny Olszewski (D)
- Kreds 3: Sarah Elfreth (D)
- Kreds 4: Glenn Ivey (D)
- Kreds 5: Steny Hoyer (D)
- Kreds 6: April McClain-Delaney (D)
- Kreds 7: Kweisi Mfume (D)
- Kreds 8: Jamie Raskin (D)

### Massachusetts
- Kreds 1: Richard Neal (D)
- Kreds 2: Jim McGovern (D)
- Kreds 3: Lori Trahan (D)
- Kreds 4: Jake Auchincloss (D)
- Kreds 5: Katherine Clark (D)
- Kreds 6: Seth Moulton (D)
- Kreds 7: Ayanna Pressley (D)
- Kreds 8: Stephen F. Lynch (D)
- Kreds 9: Bill Keating (D)

### Michigan
- Kreds 1: Jack Bergman (R)
- Kreds 2: John Moolenaar (R)
- Kreds 3: Hillary Scholten (D)
- Kreds 4: Bill Huizenga (R)
- Kreds 5: Tim Walberg (R)
- Kreds 6: Debbie Dingell (D)
- Kreds 7: Tom Barrett (R)
- Kreds 8: Kristen McDonald Rivet (D)
- Kreds 9: Lisa McClain (R)
- Kreds 10: John E. James (R)
- Kreds 11: Haley Stevens (D)
- Kreds 12: Rashida Tlaib (D)
- Kreds 13: Shri Thanedar (D)

### Minnesota
- Kreds 1: Brad Finstad (R)
- Kreds 2: Angie Craig (D)
- Kreds 3: Kelly Morrison (D)
- Kreds 4: Betty McCollum (D)
- Kreds 5: Ilhan Omar (D)
- Kreds 6: Tom Emmer (R)
- Kreds 7: Michelle Fischbach (R)
- Kreds 8: Pete Stauber (R)

### Mississippi
- Kreds 1: Trent Kelly (R)
- Kreds 2: Bennie Thompson (D)
- Kreds 3: Michael Guest (R)
- Kreds 4: Mike Ezell (R)

### Missouri
- Kreds 1: Wesley Bell (D)
- Kreds 2: Ann Wagner (R)
- Kreds 3: Bob Onder (R)
- Kreds 4: Mark Alford (R)
- Kreds 5: Emanuel Cleaver (D)
- Kreds 6: Sam Graves (R)
- Kreds 7: Eric Burlison (R)
- Kreds 8: Jason Smith (R)

### Montana
- Kreds 1: Ryan Zinke (R)
- Kreds 2: Troy Downing (R)

## Medlemmer (stater N)

### Nebraska
- Kreds 1: Mike Flood (R)
- Kreds 2: Don Bacon (R)
- Kreds 3: Adrian Smith (R)

### Nevada
- Kreds 1: Dina Titus (D)
- Kreds 2: Mark Amodei (R)
- Kreds 3: Susie Lee (D)
- Kreds 4: Steven Horsford (D)

### New Hampshire
- Kreds 1: Chris Pappas (D)
- Kreds 2: Maggie Goodlander (D)

### New Jersey
- Kreds 1: Donald Norcross (D)
- Kreds 2: Jeff Van Drew (R)
- Kreds 3: Herb Conaway (D)
- Kreds 4: Chris Smith (R)
- Kreds 5: Josh Gottheimer (D)
- Kreds 6: Frank Pallone (D)
- Kreds 7: Thomas Kean Jr. (R)
- Kreds 8: Rob Menendez (D)
- Kreds 9: Nellie Pou (D)
- Kreds 10: LaMonica McIver (D)
- Kreds 11: Mikie Sherrill (D)
- Kreds 12: Bonnie Watson Coleman (D)

### New Mexico
- Kreds 1: Melanie Stansbury (D)
- Kreds 2: Gabe Vasquez (D)
- Kreds 3: Teresa Leger Fernandez (D)

### New York
- Kreds 1: Nick LaLota (R)
- Kreds 2: Andrew Garbarino (R)
- Kreds 3: Tom Suozzi (D)
- Kreds 4: Laura Gillen (D)
- Kreds 5: Gregory Meeks (D)
- Kreds 6: Grace Meng (D)
- Kreds 7: Nydia Velázquez (D)
- Kreds 8: Hakeem Jeffries (D)
- Kreds 9: Yvette Clarke (D)
- Kreds 10: Dan Goldman (D)
- Kreds 11: Nicole Malliotakis (R)
- Kreds 12: Jerry Nadler (D)
- Kreds 13: Adriano Espaillat (D)
- Kreds 14: Alexandria Ocasio-Cortez (D)
- Kreds 15: Ritchie Torres (D)
- Kreds 16: George Latimer (D)
- Kreds 17: Mike Lawler (R)
- Kreds 18: Pat Ryan (D)
- Kreds 19: Josh Riley (D)
- Kreds 20: Paul Tonko (D)
- Kreds 21: Elise Stefanik (R)
- Kreds 22: John Mannion (D)
- Kreds 23: Nick Langworthy (R)
- Kreds 24: Claudia Tenney (R)
- Kreds 25: Joseph Morelle (D)
- Kreds 26: Tim Kennedy (D)

### North Carolina
- Kreds 1: Donald G. Davis (D)
- Kreds 2: Deborah K. Ross (D)
- Kreds 3: Greg Murphy (R)
- Kreds 4: Valerie Foushee (D)
- Kreds 5: Virginia Foxx (R)
- Kreds 6: Addison McDowell (R)
- Kreds 7: David Rouzer (R)
- Kreds 8: Mark Harris (R)
- Kreds 9: Richard Hudson (R)
- Kreds 10: Pat Harrigan (R)
- Kreds 11: Chuck Edwards (R)
- Kreds 12: Alma Adams (D)
- Kreds 13: Brad Knott (R)
- Kreds 14: Tim Moore (R)

### North Dakota
- At-large-kredsen: Julie Fedorchak (R)

## Medlemmer (stater O-S)

### Ohio
- Kreds 1: Greg Landsman (D)
- Kreds 2: David Taylor (R)
- Kreds 3: Joyce Beatty (D)
- Kreds 4: Jim Jordan (R)
- Kreds 5: Bob Latta (R)
- Kreds 6: Michael Rulli (R)
- Kreds 7: Max Miller (R)
- Kreds 8: Warren Davidson (R)
- Kreds 9: Marcy Kaptur (D)
- Kreds 10: Mike Turner (R)
- Kreds 11: Shontel Brown (D)
- Kreds 12: Troy Balderson (R)
- Kreds 13: Emilia Sykes (D)
- Kreds 14: David Joyce (R)
- Kreds 15: Mike Carey (R)

### Oklahoma
- Kreds 1: Kevin Hern (R)
- Kreds 2: Josh Brecheen (R)
- Kreds 3: Frank Lucas (R)
- Kreds 4: Tom Cole (R)
- Kreds 5: Stephanie Bice (R)

### Oregon
- Kreds 1: Suzanne Bonamici (D)
- Kreds 2: Cliff Bentz (R)
- Kreds 3: Maxine Dexter (D)
- Kreds 4: Val Hoyle (D)
- Kreds 5: Janelle Bynum (D)
- Kreds 6: Andrea Salinas (D)

### Pennsylvania
- Kreds 1: Brian Fitzpatrick (R)
- Kreds 2: Brendan Boyle (D)
- Kreds 3: Dwight Evans (D)
- Kreds 4: Madeleine Dean (D)
- Kreds 5: Mary Gay Scanlon (D)
- Kreds 6: Chrissy Houlahan (D)
- Kreds 7: Ryan Mackenzie (R)
- Kreds 8: Rob Bresnahan (R)
- Kreds 9: Dan Meuser (R)
- Kreds 10: Scott Perry (R)
- Kreds 11: Lloyd Smucker (R)
- Kreds 12: Summer Lee (D)
- Kreds 13: John Joyce (R)
- Kreds 14: Guy Reschenthaler (R)
- Kreds 15: Glenn Thompson (R)
- Kreds 16: Mike Kelly (R)
- Kreds 17: Chris Deluzio (D)

### Rhode Island
- Kreds 1: Gabe Amo (D)
- Kreds 2: Seth Magaziner (D)

### South Carolina
- Kreds 1: Nancy Mace (R)
- Kreds 2: Joe Wilson (R)
- Kreds 3: Sheri Biggs (R)
- Kreds 4: William Timmons (R)
- Kreds 5: Ralph Norman (R)
- Kreds 6: Jim Clyburn (D)
- Kreds 7: Russell Fry (R)

### South Dakota
- At-large-kredsen: Dusty Johnson (R)

## Medlemmer (stater T-Z)

### Tennessee
- Kreds 1: Diana Harshbarger (R)
- Kreds 2: Tim Burchett (R)
- Kreds 3: Chuck Fleischmann (R)
- Kreds 4: Scott DesJarlais (R)
- Kreds 5: Andy Ogles (R)
- Kreds 6: John Rose (R)
- Kreds 7: Tom plads, sidst holdt af Mark Green (R)[nb 4]
- Kreds 8: David Kustoff (R)
- Kreds 9: Steve Cohen (D)

### Texas
- Kreds 1: Nathaniel Moran (R)
- Kreds 2: Dan Crenshaw (R)
- Kreds 3: Keith Self (R)
- Kreds 4: Pat Fallon (R)
- Kreds 5: Lance Gooden (R)
- Kreds 6: Jake Ellzey (R)
- Kreds 7: Lizzie Fletcher (D)
- Kreds 8: Morgan Luttrell (R)
- Kreds 9: Al Green (D)
- Kreds 10: Michael McCaul (R)
- Kreds 11: August Pfluger (R)
- Kreds 12: Craig Goldman (R)
- Kreds 13: Ronny Jackson (R)
- Kreds 14: Randy Weber (R)
- Kreds 15: Monica De La Cruz (R)
- Kreds 16: Veronica Escobar (D)
- Kreds 17: Pete Sessions (R)
- Kreds 18: Tom plads, sidst holdt af Sylvester Turner (D)[nb 5]
- Kreds 19: Jodey Arrington (R)
- Kreds 20: Joaquin Castro (D)
- Kreds 21: Chip Roy (R)
- Kreds 22: Troy Nehls (R)
- Kreds 23: Tony Gonzales (R)
- Kreds 24: Beth Van Duyne (R)
- Kreds 25: Roger Williams (R)
- Kreds 26: Brandon Gill (R)
- Kreds 27: Michael Cloud (R)
- Kreds 28: Henry Cuellar (D)
- Kreds 29: Sylvia Garcia (D)
- Kreds 30: Jasmine Crockett (D)
- Kreds 31: John Carter (R)
- Kreds 32: Julie Johnson (D)
- Kreds 33: Marc Veasey (D)
- Kreds 34: Vicente Gonzalez (D)
- Kreds 35: Greg Casar (D)
- Kreds 36: Brian Babin (R)
- Kreds 37: Lloyd Doggett (D)
- Kreds 38: Wesley Hunt (R)

### Utah
- Kreds 1: Blake Moore (R)
- Kreds 2: Celeste Maloy (R)
- Kreds 3: Mike Kennedy (R)
- Kreds 4: Burgess Owens (R)

### Vermont
- At-large-kredsen: Becca Balint (D)

### Virginia
- Kreds 1: Rob Wittman (R)
- Kreds 2: Jen Kiggans (R)
- Kreds 3: Bobby Scott (D)
- Kreds 4: Jennifer McClellan (D)
- Kreds 5: John McGuire (R)
- Kreds 6: Ben Cline (R)
- Kreds 7: Eugene Vindman (D)
- Kreds 8: Don Beyer (D)
- Kreds 9: Morgan Griffith (R)
- Kreds 10: Suhas Subramanyam (D)
- Kreds 11: Tom plads, sidst holdt af Gerry Connolly (D)[nb 6]

### Washington
- Kreds 1: Suzan DelBene (D)
- Kreds 2: Rick Larsen (D)
- Kreds 3: Marie Gluesenkamp Perez (D)
- Kreds 4: Dan Newhouse (R)
- Kreds 5: Michael Baumgartner (R)
- Kreds 6: Emily Randall (D)
- Kreds 7: Pramila Jayapal (D)
- Kreds 8: Kim Schrier (D)
- Kreds 9: Adam Smith (D)
- Kreds 10: Marilyn Strickland (D)

### West Virginia
- Kreds 1: Carol Miller (R)
- Kreds 2: Alex Mooney (R)

### Wisconsin
- Kreds 1: Bryan Steil (R)
- Kreds 2: Mark Pocan (D)
- Kreds 3: Derrick Van Orden (R)
- Kreds 4: Gwen Moore (D)
- Kreds 5: Scott L. Fitzgerald (R)
- Kreds 6: Glenn Grothman (R)
- Kreds 7: Tom Tiffany (R)
- Kreds 8: Tony Wied (R)

### Wyoming
- At-large-kredsen: Harriet Hageman (R)

## Delegerede
Udover de 435 ordinære medlemmer af Repræsentanternes Hus, har hovedstadsdistriktet Washington D.C. og hver af de fem beboede territorier en såkaldt ikke-stemmende delegeret (engelsk: non-voting delegate). Disse medlemmer kan sidde i udvalg, deltage i debat, og fremsætte lovforslag, men har ikke stemmeret i kammeret. Puerto Ricos delegeret har titlen resident commissioner og vælges til en fireårig valgperiode (senest i 2024), modsat andre medlemmer der vælges for to år.
- Amerikansk Samoas at-large-kreds: Aumua Amata Radewagen (R)
- Amerikanske Jomfruøers at-large-kreds: Stacey Plaskett (D)
- Guams at-large-kreds: James Moylan (R)
- Nordmarianernes at-large-kreds: Kimberlyn King-Hinds (R)
- Puerto Ricos at-large-kreds: Pablo Hernández Rivera (D-PDP)
- Washington D.C.s at-large-kreds: Eleanor Holmes Norton (D)

## Fodnoter
1. ↑  Arizonas 7. kreds: Raúl Grijalva (D) døde den 13. marts 2025 af komplikationer af lungekræft.[3] Arizonas guvernør Katie Hobbs (D) satte datoen for suppleringsvalget til 23. september 2025.
2. ↑  Floridas 1. kreds: Matt Gaetz (R) trak sig den 13. november 2024, efter at være blevet nomineret til justitsminister[4] men trak sidenhen sit kandidatur tilbage. Han meddelte at han ikke ville vende tilbage til Repræsentanternes Hus, selvom han den 5. november 2024 var blevet genvalgt til perioden 2025-2027. Der blev afholdt suppleringsvalg 1. april 2025, hvor Jimmy Patronis (R) vandt. Han blev indsat 2. april 2025.
3. ↑  Floridas 6. kreds: Michael Waltz (R) trak sig den 20. januar 2025, efter at være blevet udpeget til National Security Advisor (præsidentens nationale sikkerhedsrådgiver (en)).[5] Der blev afholdt suppleringsvalg 1. april 2025, hvor Randy Fine (R) vandt. Han blev indsat 2. april 2025.
4. ↑  Tennessees 7. kreds: Mark Green (R) trak sig efter vedtagelsen af the One Big Beautiful Bill Act (en).[2] Tennessees guvernør Bill Lee (R) satte datoen for suppleringsvalget til 2. december 2025.
5. ↑  Texas' 18. kreds: Sylvester Turner (D) døde den 5. marts 2025. En dødsårsag blev ikke offentliggjort.[6] Texas' guvernør Greg Abbott (R) satte datoen for suppleringsvalget til 4. november 2025.
6. ↑  Virginias 11. kreds: Gerry Connolly (D) døde den 21. maj 2025. En dødsårsag blev ikke offentliggjort, men han var i behandling for spiserørskræft.[7] Virginias guvernør Glenn Youngkin (R) satte datoen for suppleringsvalget til 9. september 2025.